# ورا کروز، ریو گراند دو نرت
ورا کروز، ریو گراند دو نرت (به پرتغالی: Vera Cruz, Rio Grande do Norte) یک شهرستان برزیل در برزیل است که در ریو گرانده شمالی واقع شده است.